# Muzeum Nové Strašecí
Muzeum Nové Strašecí je pobočkou Muzea T. G. M. Rakovník v Novém Strašecí. Sídlí v těsném sousedství katolického kostela Narození Panny Marie v ulici U Školy 123.

## Historie

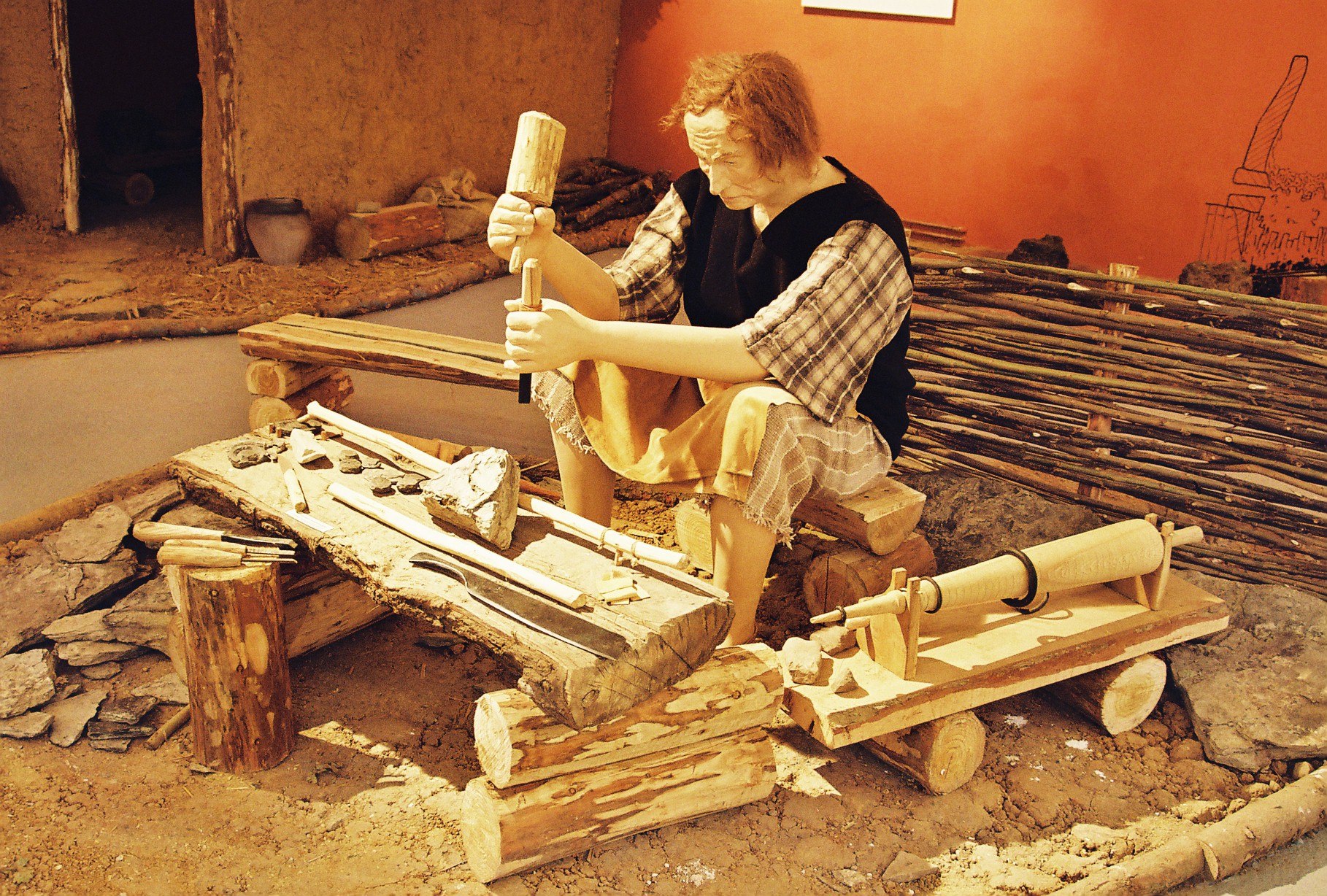
Dílna na výrobu sapropelitových (švartnových) náramků v expozici Keltové na Rakovnicku

Počátky muzea souvisejí s činností Čtenářského spolku novostrašeckého a se sběrem hmotných dokladů na Národopisnou výstavu českoslovanskou v Praze roku 1895. Za vznik instituce se považuje rok 1893, kdy ve městě, kromě Sokola, Sboru dobrovolných hasičů a dalších organizací, vznikl také muzejní spolek neboli Výbor pro zřízení krajinského muzea v Novém Strašecí. Stanovy byly schváleny roku 1894. O rok později se zpřístupnila expozice v jedné místnosti radnice a konala se první muzejní přednáška.
V roce 1928 se muzejní sbírky stěhovaly do nové budovy okresního domu, kde byly muzeu vyhrazeny dvě místnosti. Po roce 1940 se muzejní činnost rozrůstala, sbírky se stěhovaly do budovy bývalé školy u kostela (zde byly zpřístupněny v roce 1943), kde je sídlo muzea dodnes. Po rozdělení novostrašeckého okresu v roce 1960 do dvou okresů (rakovnického a kladenského) se muzeum stává městskou institucí. V roce 1984 bylo přičleněno jako pobočka k Muzeu T.G.M. v Rakovníku – dnes příspěvková organizace Středočeského kraje.

## Keltové na Rakovnicku

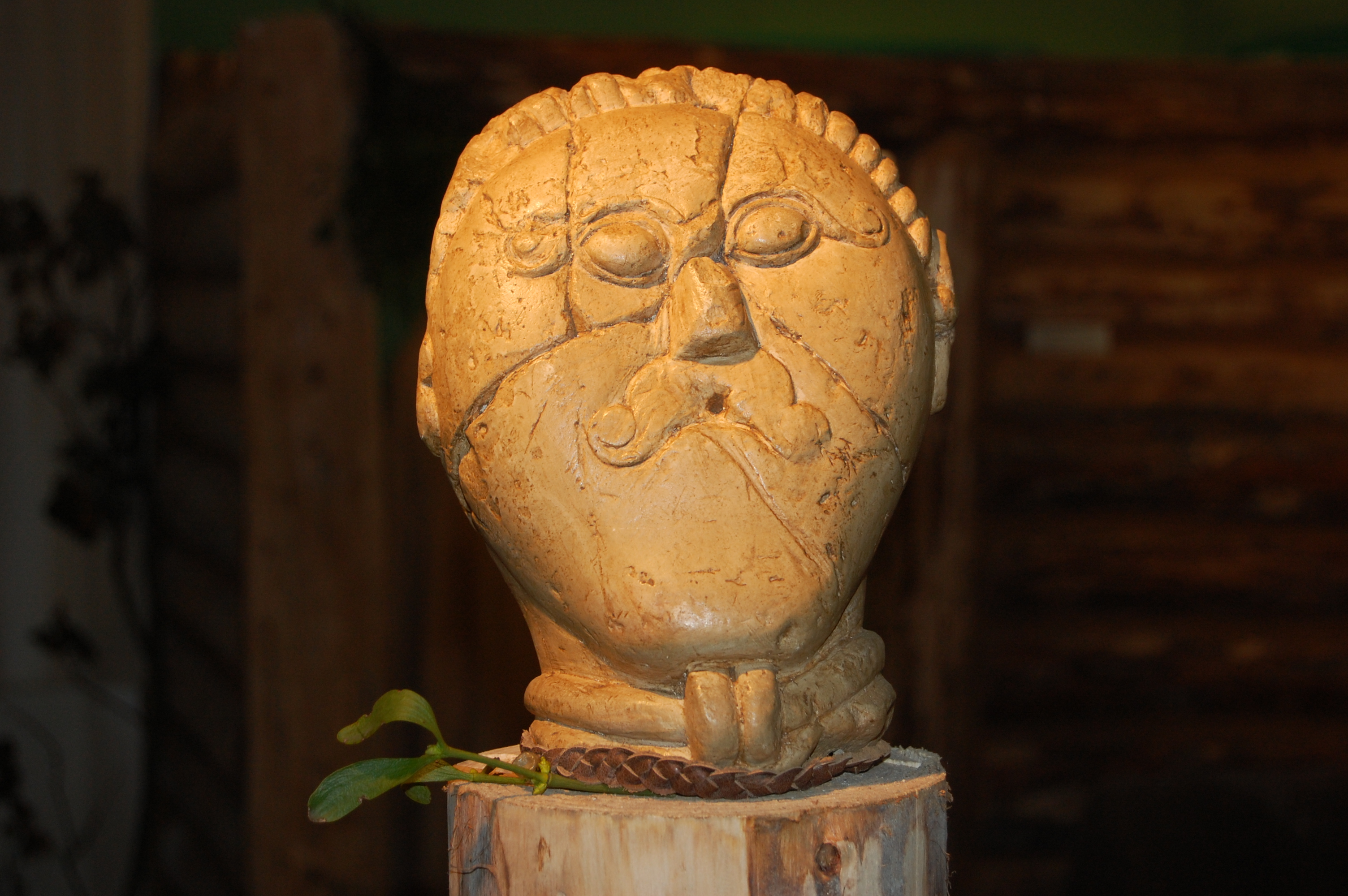
Replika opukové hlavy Kelta v expozici Keltové na Rakovnicku

Kromě stálé expozice „zemědělská usedlost“ se zde konají různé tematické výstavy. Významná je expozice Keltové na Rakovnicku. Základní myšlenkou stálé expozice realizované v roce 2007 je prezentace evropsky významných archeologických lokalit z doby laténské (mladší doba železná, 400 př. n. l. až 0 n. l.) na Rakovnicku a především Novostrašecku. Je to oblast, která přilákala Kelty v 5. století př. n. l. svým neobyčejným surovinovým bohatstvím železné rudy a švartny. Nejvýznamnějším nálezem prezentovaným ve výstavě je kamenná hlava z Mšeckých Žehrovic, jež byla nalezena rozbitá na čtyři části vně valového areálu v roce 1943. Valový areál – Viereckschanze ve Mšeckých Žehrovicích v poloze „Na Libeni“ o rozloze 2 ha dokumentuje prostředí sociálně významnějších ohrazených areálů, jako byly dvorce elity nebo shromažďovací a ceremoniální okrsky.
Dále se v expozici nachází náznakové rekonstrukce několika objektů hutnické dílny, která byla často součástí vesnice. Novostrašecko se ve 3. a 2. st. př. n. l. vyznačuje velkou koncentrací hutnických dílen a představuje jeden z nejvýznamnějších železářských okrsků v keltské Evropě.
Další činnost prezentuje dílna na výrobu švartnových výrobků (kruhové šperky – náramky, nápažníky, prsteny a další drobné předměty). Jsou zde vystaveny některé zajímavé originály nálezů ze švartny, ale i dalších předmětů souvisejících s touto specializovanou výrobou. K nezajímavějším patří bronzový náramek se švartnovými a jantarovými vložkami z Lenešic u Loun.

## Zemědělská usedlost na Novostrašecku

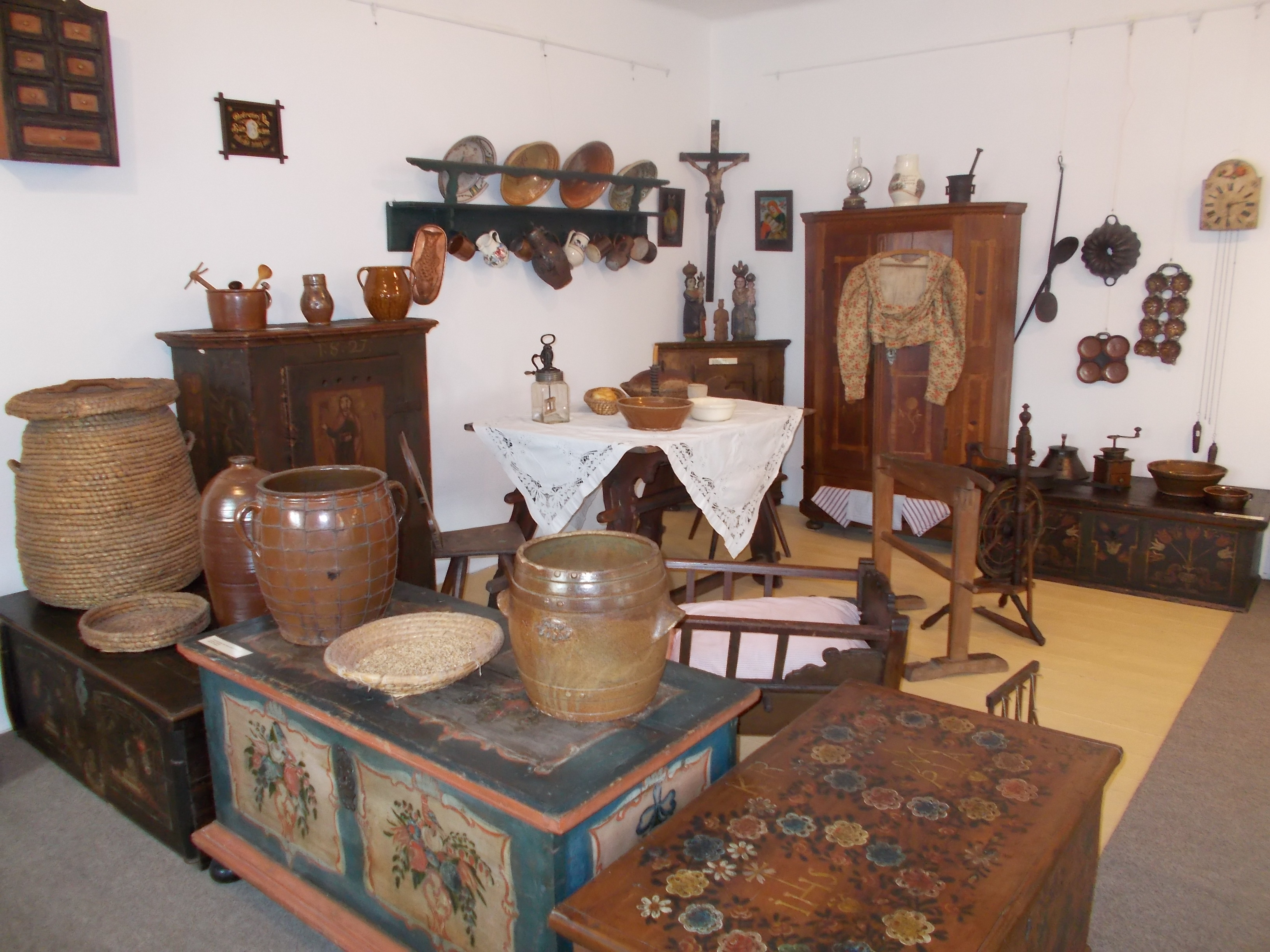
Expozice na téma zemědělství

Expozice vychází z bohatého fondu muzea, který obsahuje množství předmětů z 19. a 20. století využívaných v místních usedlostech a chalupách. Vystaveny jsou předměty dokumentující běžná venkovská řemesla (kováře, koláře, ševce) i místní speciální výroby (dřevovýroba v Pecínově). Nejvíce dokladů je spojeno se zemědělstvím – pěstováním zemědělských produktů a chovem domácích zvířat. Vystaveno je množství předmětů související se zpracováním zemědělských produktů a přípravou potravin v domácnosti (síta, máselnice, formy na máslo, lisy na tvaroh). Expozice obsahuje náznakovou světnici s nábytkem a vybavením ze druhé poloviny 19. století.

## Knihovna a badatelna
Knihovna s badatelnou se nachází v prostorách Muzea v Novém Strašecí. Knihovna má regionální i všeobecný charakter. Obsahuje 7100 knih a časopisů, do knihovny je začleněn i početný fond fotografií a pohlednic. K nejvyhledávanějším regionálním autorům patří A. Vacek, Z. Winter, A. Sedláček, často se půjčují regionální vlastivědné sborníky. Pozornost zaslouží kompletní Ottův slovník naučný a soubor starých učebnic a kalendářů. Sbírkový fond muzea čítá přibližně 6000 kusů a vytvářel se podle sbírkotvorného programu vlastivědného muzea (sbírka archeologická, národopisná a historická). Na požádání je možné vyhledat příslušný materiál a zapůjčit jej ke studiu výhradně v prostorách badatelny.